# Ocellularia latilabra
Ocellularia latilabra är en lavart som först beskrevs av Edward Tuckerman och som fick sitt nu gällande namn av Johannes Müller Argoviensis 1895. 
Ocellularia latilabra ingår i släktet Ocellularia och familjen Thelotremataceae. Inga underarter finns listade i Catalogue of Life.